# Hammer Series 2017
De eerste editie van de Hammer Series (Hammer Sportzone Limburg) vond plaats tussen 2 juni en 4 juni 2017. Deze editie vond plaats in de Nederlandse provincie Limburg.

## Deelnemende ploegen
De deelnemende UCI World Tour ploegen waren:
- Bahrein-Merida Pro Cycling Team
- BMC Racing Team
- Cannondale-Drapac Pro Cycling Team
- Lotto Soudal
- Movistar Team
- Orica-Scott
- Quick-Step Floors Pro Cycling
- Team LottoNL-Jumbo
- Team Sky
- Team Sunweb
- Trek-Segafredo
- UAE Team Emirates

De deelnemende Pro-Continentale teams waren:
- Caja Rural-Seguros RGA
- Israel Cycling Academy
- Nippo-Vini Fantini
- Roompot-Nederlandse Loterij

## Format
De Hammer Series is een driedaagse wedstrijd waarbij, in tegenstelling tot wat gebruikelijk is in de wielersport, geen individuele renner wint, maar een wielerploeg. De organisator spreekt niet van drie "etappes", maar van de Hammer Climb (voor de klimkoers op dag 1), de Hammer Sprint (voor de sprintkoers op dag 2) en de Hammer Chase (voor de achtervolgingskoers op dag 3). De uiteindelijk winnaar wordt bepaald door de ploeg die als eerste de finish bereikt bij de achtervolgingskoers, nadat het klassement (op basis van de dagrangschikkingen) en de bonusseconden op dag 1 en 2 de startvolgorde en tijdsachterstanden hebben bepaald. Teams konden maximaal 7 renners selecteren, maar per onderdeel mochten er maar 5 starten. Het was toegestaan om voor elk onderdeel een ander team samen te stellen uit de 7 geselecteerde renners.

### Puntentelling
In de klimkoers op dag 1 en in de sprintkoers op dag 2 zijn er elke ronde op de finishlijn punten te verdienen voor de eerste tien renners die doorkomen. De punten die de renners scoren worden bij het puntentotaal van het team opgeteld. De renners scoren dus niet individueel punten. Er is echter een voorwaarde voor de renner om de punten te kunnen scoren. De renner die punten scoort, moet de koers ook uitrijden. Als een renner valt en daardoor gedwongen is de koers te verlaten, óf als een renner gedubbeld wordt en daardoor de koers moet verlaten, óf als een renner vroegtijdig besluit uit te stappen, dan verliest de ploeg de punten. De puntentelling verloopt volgens onderstaande tabel.
| Positie | 1    | 2   | 3   | 4   | 5   | 6   | 7   | 8   | 9   | 10  |
| Punten  | 10,0 | 8,1 | 6,6 | 5,3 | 4,3 | 3,5 | 2,8 | 2,3 | 1,9 | 1,5 |

In sommige ronden zijn dubbele punten te verdienen.

### Bonusseconden
De punten worden per koers verdiend, oftewel het behaalde puntentotaal in dag 1 telt niet mee voor het puntentotaal in dag 2. Voor beide dagen wordt een apart klassement opgemaakt. De tien best presterende ploegen verdienen bonusseconden voor de achtervolgingskoers op dag 3. De bonusseconden worden volgens onderstaande tabel vergeven.
| Positie       | 1      | 2      | 3      | 4     | 5     | 6     | 7     | 8     | 9     | 10    |
| Bonusseconden | + 15,0 | + 12,0 | + 10,0 | + 8,0 | + 6,0 | + 5,0 | + 4,0 | + 3,0 | + 2,0 | + 1,0 |

### Achtervolgingskoers
De achtervolgingskoers heeft zowel iets weg van een rit in lijn als een ploegentijdrit. Ploegen van vijf renners starten, zoals gebruikelijk, op verschillende momenten. Het eindklassement wordt echter opgemaakt naar de absolute finishvolgorde van de vierde renner van elk team. Voor het eindklassement is de tijd die de ploegen doen over de achtervolgingskoers dus niet van belang. Het snelste team hoeft dus niet de eindwinnaar te zijn.
De startvolgorde wordt bepaald door de dagrangschikkingen van dag 1 en 2 bij elkaar op te tellen, waarbij het team met de laagste som als eerste start en dus de beste uitgangspositie voor de eindwinst heeft. Een team dat op dag 1 als eerste eindigde en op dag 2 als vijfde (totaal 6) start dus na een team dat één keer tweede en één keer derde werd (totaal 5). De behaalde punten van eerdere dagen zijn alleen van belang voor de daguitslag en als tiebreaker. Tussen de start van het eerste team en het tweede zit 30 seconden, plus het verschil in bonusseconden tussen die twee teams. Als het eerste team bijvoorbeeld dus 5 seconden meer bonus heeft gehaald dan het tweede, zit er 35 seconden tussen beide starts. Tussen het tweede en het derde zit 25 seconden (plus verschillen in bonusseconden), het derde en het vierde 20 seconden (plus verschillen in bonusseconden) en vanaf het vijfde team zitten er steeds 15 seconden (plus verschillen in bonusseconden) tussen de teams. Er wordt echter gestart in twee groepen. In groep I strijden de nummers één tot en met acht voor de overwinning, terwijl in groep II de nummers negen tot en met zestien strijden voor de negende plaats.
De uiteindelijke finishvolgorde is ook het eindklassement.

## Parcours & Uitslagen

### Dag 1 - Klimkoers
Tijdens de eerste dag van deze editie stond er een klimkoers van 77 km op het programma. Deze klimkoers werd verreden op een 7 km lang parcours met start én finish in Vaals. Tijdens deze 7 km werden achtereenvolgens de Gemmenicherweg en de Vaalserberg beklommen. De finish lag vlak na deze tweede klim. Elke ronde kregen de eerste tien renners die de finishstreep overkwamen punten (voor hun team). Tijdens de derde, zevende en elfde ronde kregen ze dubbele punten. De tien beste teams na afloop van deze koers kregen bonusseconden voor de achtervolgingskoers op dag 3.

#### Verloop
Meteen na het einde van de neutrale zone brandde de strijd tussen de verschillende teams los. Hierdoor ontstond er al snel een select groepje koplopers, bestaande uit onder anderen de Colombiaan Carlos Betancur, winnaar van Parijs-Nice 2014 en renner van Movistar Team, de Brit Tao Geoghegan Hart (Team Sky), de Nederlandse winnaar van de Ronde van Italië 2017, Tom Dumoulin (Team Sunweb), de Australiër Luke Durbridge (Orica-Scott), de Italianen Iuri Filosi (Nippo-Vini Fantini) en Gianluca Brambilla (Quick-Step Floors Pro Cycling), de Zwitser Stefan Küng (BMC Racing Team) én de Belg Victor Campenaerts (Team LottoNL-Jumbo). Betancur (Movistar Team) was oppermachtig in deze koers. Hij won zeven van de elf sprints en hielp Movistar Team daarmee aan de dagoverwinning. Geoghegan Hart scoorde veel punten voor Team Sky in het eerste deel van de koers, maar werd door een valpartij op achterstand gereden, waardoor hij in het tweede deel minder punten pakte. Het lukte hem in de laatste ronde de kopgroep weer bij te halen en nog wat extra punten voor Team Sky te pakken. Team Sky werd daardoor derde in de klimkoers. Team Sunweb pakte door de sterke Dumoulin veel punten, vooral nadat Geoghegan Hart (Team Sky) voorin was weggevallen. Door het goede werk van teamgenoot Lennard Kämna in de achtervolgende groep (die daardoor steeds de overgebleven punten pakte) en de punten van Dumoulin werd Team Sunweb tweede in deze koers.

#### Uitslag dag 1 - klimkoers
| Rang   | Wielerploeg                        | Punten | Bonusseconden |
| ------ | ---------------------------------- | ------ | ------------- |
| Goud   | Movistar Team                      | 144,8  | + 15,0        |
| Zilver | Team Sunweb                        | 098,9  | + 12,0        |
| Brons  | Team Sky                           | 084,7  | + 10,0        |
| 4      | Orica-Scott                        | 083,3  | + 08,0        |
| 5      | BMC Racing Team                    | 075,2  | + 06,0        |
| 6      | Nippo-Vini Fantini                 | 053,6  | + 05,0        |
| 7      | Quick-Step Floors Pro Cycling      | 053,0  | + 04,0        |
| 8      | Team LottoNL-Jumbo                 | 027,7  | + 03,0        |
| 9      | Lotto Soudal                       | 023,7  | + 02,0        |
| 10     | Cannondale-Drapac Pro Cycling Team | 02,3   | + 01,0        |
| 11     | Israel Cycling Academy             | 00,0   | + 00,0        |
| 12     | Roompot-Nederlandse Loterij        | 00,0   | + 00,0        |
| 13     | Bahrein-Merida Pro Cycling Team    | 00,0   | + 00,0        |
| 14     | Trek-Segafredo                     | 00,0   | + 00,0        |
| 15     | UAE Team Emirates                  | 00,0   | + 00,0        |
| 16     | Caja Rural-Seguros RGA             | 00,0   | + 00,0        |

#### Klassement na dag 1 - klimkoers
| Rang   | Wielerploeg                        | Punten | Bonusseconden |
| ------ | ---------------------------------- | ------ | ------------- |
| Goud   | Movistar Team                      | 01,0   | + 15,0        |
| Zilver | Team Sunweb                        | 02,0   | + 12,0        |
| Brons  | Team Sky                           | 03,0   | + 10,0        |
| 4      | Orica-Scott                        | 04,0   | + 08,0        |
| 5      | BMC Racing Team                    | 05,0   | + 06,0        |
| 6      | Nippo-Vini Fantini                 | 06,0   | + 05,0        |
| 7      | Quick-Step Floors Pro Cycling      | 07,0   | + 04,0        |
| 8      | Team LottoNL-Jumbo                 | 08,0   | + 03,0        |
| 9      | Lotto Soudal                       | 09,0   | + 02,0        |
| 10     | Cannondale-Drapac Pro Cycling Team | 10,0   | + 01,0        |
| 11     | Israel Cycling Academy             | 11,0   | + 00,0        |
| 12     | Roompot-Nederlandse Loterij        | 12,0   | + 00,0        |
| 13     | Bahrein-Merida Pro Cycling Team    | 13,0   | + 00,0        |
| 14     | Trek-Segafredo                     | 14,0   | + 00,0        |
| 15     | UAE Team Emirates                  | 15,0   | + 00,0        |
| 16     | Caja Rural-Seguros RGA             | 16,0   | + 00,0        |

### Dag 2 - Sprintkoers
Tijdens de tweede dag van deze editie stond er een sprintkoers van 99,2 km op het programma. Deze sprintkoers werd verreden op een 12,4 km lang parcours met start én finish in Sittard-Geleen. Het parcours kende geen enkel groot obstakel. Elke ronde kregen de eerste tien renners die de finishstreep overkwamen punten (voor hun team). Tijdens de tweede, vijfde en achtste ronde kregen ze dubbele punten. De tien beste teams na afloop van deze koers kregen bonusseconden voor de achtervolgingskoers op dag 3.

#### Verloop
Ook tijdens de tweede dag waren er na de neutrale zone meteen aanvallen om vooruit uit te geraken. Een klein groepje met onder anderen Sep Vanmarcke (Cannondale-Drapac Pro Cycling Team) en Jasper Stuyven (Trek-Segafredo) wist zich af te scheiden van het peloton bij de eerste sprint. Vanmarcke won de sprint en maakte op deze manier zijn verloren kasseienvoorjaar en teleurstellend verlopen eerste dag van deze editie goed. Stuyven werd tweede en pakte meteen de eerste punten voor Trek-Segafredo van deze editie. In de tweede sprint die dubbele punten waard was, zorgde Matthias Brändle voor nog meer succes voor Trek-Segafredo door de sprint te winnen voor Yves Lampaert (Quick-Step Floors Pro Cycling) en Roger Kluge (Orica-Scott). In eerste instantie leek Team Sunweb met Ramon Sinkeldam veel punten te scoren, maar doordat Sinkeldam de koers niet uitreed, verloor Team Sunweb de 13,6 punten die Sinkeldam had gescoord. Hierdoor ging niet Team Sunweb, maar Team Sky de derde dag in als klassementsleider. Stuyven (Trek-Segafredo) won daarna sprint vier voor Marco Canola (Nippo-Vini Fantini). Elia Viviani (Team Sky) pakte de vierde plaats in de vierde sprint en won daarna de vijfde sprint. Roger Kluge (Orica-Scott) won de zesde sprint vanuit een grote kopgroep en in de laatste twee ronden sprongen Vanmarcke (Cannondale-Drapac Pro Cycling Team) en Canola (Nippo-Vini Fantini) weg. Zij verdeelden de punten. Canola won sprint zeven, Vanmarcke sprint acht. Door de punten van Canola ging Nippo-Vini Fantini de achtervolgingskoers als nummer drie in, achter Team Sunweb (tweede) en Team Sky (klassementsleider). Trek-Segafredo won de sprintkoers, maar dat was niet voldoende om in de eerste groep die streed voor plaats één tot en met acht, te mogen starten. Movistar Team dat op dag 1 de klimkoers had gewonnen, zakte op dag 2 naar plaats vijf. De nummer twee van de sprintkoers, Lotto Soudal, steeg naar plaats vier.

#### Uitslag dag 2 - sprintkoers
| Rang   | Wielerploeg                        | Punten | Bonusseconden |
| ------ | ---------------------------------- | ------ | ------------- |
| Goud   | Trek-Segafredo                     | 70,7   | + 15,0        |
| Zilver | Lotto Soudal                       | 61,8   | + 12,0        |
| Brons  | Cannondale-Drapac Pro Cycling Team | 59,6   | + 10,0        |
| 4      | Team Sky                           | 50,9   | + 08,0        |
| 5      | Nippo-Vini Fantini                 | 40,4   | + 06,0        |
| 6      | Team LottoNL-Jumbo                 | 35,4   | + 05,0        |
| 7      | Team Sunweb                        | 30,0   | + 04,0        |
| 8      | Bahrein-Merida Pro Cycling Team    | 26,5   | + 03,0        |
| 9      | Quick-Step Floors Pro Cycling      | 24,3   | + 02,0        |
| 10     | Orica-Scott                        | 23,1   | + 01,0        |
| 11     | UAE Team Emirates                  | 19,9   | + 00,0        |
| 12     | Movistar Team                      | 16,7   | + 00,0        |
| 13     | BMC Racing Team                    | 11,0   | + 00,0        |
| 14     | Roompot-Nederlandse Loterij        | 10,0   | + 00,0        |
| 15     | Caja Rural-Seguros RGA             | 06,6   | + 00,0        |
| 16     | Israel Cycling Academy             | 05,6   | + 00,0        |

#### Klassement na dag 2 - sprintkoers
| Rang   | Wielerploeg                        | Punten    | Punten      | Punten | Bonusseconden | Bonusseconden | Bonusseconden |
| Rang   | Wielerploeg                        | Klimkoers | Sprintkoers | Totaal | Klimkoers     | Sprintkoers   | Totaal        |
| ------ | ---------------------------------- | --------- | ----------- | ------ | ------------- | ------------- | ------------- |
| Goud   | Team Sky                           | 03,0      | 04,0        | 07,0   | + 10,0        | + 08,0        | + 18,0        |
| Zilver | Team Sunweb                        | 02,0      | 07,0        | 09,0   | + 12,0        | + 04,0        | + 16,0        |
| Brons  | Nippo-Vini Fantini                 | 06,0      | 05,0        | 11,0   | + 05,0        | + 06,0        | + 11,0        |
| 4      | Lotto Soudal                       | 09,0      | 02,0        | 11,0   | + 02,0        | + 12,0        | + 14,0        |
| 5      | Movistar Team                      | 01,0      | 12,0        | 13,0   | + 15,0        | + 00,0        | + 15,0        |
| 6      | Cannondale-Drapac Pro Cycling Team | 10,0      | 03,0        | 13,0   | + 01,0        | + 10,0        | + 11,0        |
| 7      | Orica-Scott                        | 04,0      | 10,0        | 14,0   | + 08,0        | + 01,0        | + 09,0        |
| 8      | Team LottoNL-Jumbo                 | 08,0      | 06,0        | 14,0   | + 03,0        | + 05,0        | + 08,0        |
| 9      | Trek-Segafredo                     | 14,0      | 01,0        | 15,0   | + 00,0        | + 15,0        | + 15,0        |
| 10     | Quick-Step Floors Pro Cycling      | 07,0      | 09,0        | 16,0   | + 04,0        | + 02,0        | + 06,0        |
| 11     | BMC Racing Team                    | 05,0      | 13,0        | 18,0   | + 06,0        | + 00,0        | + 06,0        |
| 12     | Bahrein-Merida Pro Cycling Team    | 13,0      | 08,0        | 21,0   | + 00,0        | + 03,0        | + 03,0        |
| 13     | Roompot-Nederlandse Loterij        | 12,0      | 14,0        | 26,0   | + 00,0        | + 00,0        | + 00,0        |
| 14     | UAE Team Emirates                  | 15,0      | 11,0        | 26,0   | + 00,0        | + 00,0        | + 00,0        |
| 15     | Israel Cycling Academy             | 11,0      | 16,0        | 27,0   | + 00,0        | + 00,0        | + 00,0        |
| 16     | Caja Rural-Seguros RGA             | 16,0      | 15,0        | 31,0   | + 00,0        | + 00,0        | + 00,0        |

### Dag 3 - Achtervolgingskoers
Tijdens de derde dag van deze editie stond er een achtervolgingskoers van 44,7 km op het programma. Deze achtervolgingskoers werd verreden op een 14,9 km lang parcours met start én finish in Sittard-Geleen. Het parcours was geheel vlak, maar was redelijk technisch. Het eerste team dat over de finish kwam, werd de winnaar van de eerste editie van de Hammer Series.

#### Startposities dag 3 - achtervolgingskoers
| Groep I - Positie 1 t/m 8   |                                    |               |                         |
|                             |                                    |               |                         |
| Startpositie                | Wielerploeg                        | Bonusseconden | Achterstand in seconden |
| 1                           | Team Sky                           | + 18,0        | 00,0                    |
| 2                           | Team Sunweb                        | + 16,0        | 032,0                   |
| 3                           | Nippo-Vini Fantini                 | + 11,0        | 060,0                   |
| 4                           | Lotto Soudal                       | + 14,0        | 072,0                   |
| 5                           | Movistar Team                      | + 15,0        | 089,0                   |
| 6                           | Cannondale-Drapac Pro Cycling Team | + 11,0        | 109,0                   |
| 7                           | Orica-Scott                        | + 09,0        | 122,0                   |
| 8                           | Team LottoNL-Jumbo                 | + 08,0        | 136,0                   |
|                             |                                    |               |                         |
| Groep II - Positie 9 t/m 16 |                                    |               |                         |
|                             |                                    |               |                         |
| Startpositie                | Wielerploeg                        | Bonusseconden | Achterstand in seconden |
| 9                           | Trek-Segafredo                     | + 15,0        | 00,0                    |
| 10                          | Quick-Step Floors Pro Cycling      | + 06,0        | 039,0                   |
| 11                          | BMC Racing Team                    | + 06,0        | 055,0                   |
| 12                          | Bahrein-Merida Pro Cycling Team    | + 03,0        | 078,0                   |
| 13                          | Roompot-Nederlandse Loterij        | + 00,0        | 093,0                   |
| 14                          | UAE Team Emirates                  | + 00,0        | 105,0                   |
| 15                          | Israel Cycling Academy             | + 00,0        | 120,0                   |
| 16                          | Caja Rural-Seguros RGA             | + 00,0        | 135,0                   |

#### Verloop
Er werd gestreden in twee groepen. Groep II (voor positie 9 t/m 16) startte, maar de ploegen uit deze groep konden geen aanspraak meer maken op de eindzege van deze editie van de Hammer Series. Hiervoor werd gekozen met het oog op de veiligheid van de renners. De renners mochten namelijk ook niet de aerodynamische ploegentijdrithelmen gebruiken, omdat de renners elkaar daarmee niet goed konden verstaan.
Roompot-Nederlandse Loterij had de primeur om als eerste team een ander team succesvol te achterhalen. Het Nederlandse team haalde Bahrein-Merida Pro Cycling Team in. BMC Racing Team deed hetzelfde enkele minuten later bij Quick-Step Floors Pro Cycling. Enkele kilometers later, haalden zowel BMC Racing Team als Quick-Step Floors Pro Cycling de leider van groep II, Trek-Segafredo, in. BMC Racing Team leek daarna hard op weg naar de overwinning in groep II. Daniel Oss reed lek, maar dat leek op voorhand geen groot probleem te worden, omdat er maar vier van de vijf renners hoefden te finishen. Bovendien behield BMC Racing Team zijn voorsprong van zo'n 20 seconden op Quick-Step Floors Pro Cycling. Toen sloeg het noodlot voor BMC Racing Team toe. Eerst reed Stefan Küng lek, waarna Quick-Step Floors Pro Cycling weer voorbij kwam. Toen BMC Racing Team weer opgang kwam, kregen zowel Miles Scotson als Manuel Quinziato een lekke band, waardoor ze ook Trek-Segafredo voorbij moesten laten gaan en uiteindelijk als derde van groep II (twaalfde in totaal) finishte. Quick-Step Floors Pro Cycling won de achtervolgingskoers van groep II en werd zodoende negende, net voor Trek-Segafredo. Op de finishstreep leek UAE Team Emirates de nummer dertien, Bahrein-Merida Pro Cycling Team, in te halen, maar de derde en vierde renner van UAE Team Emirates konden het tempo van de eerste twee renners net niet volgen. Caja Rural-Seguros RGA probeerde hetzelfde bij Israel Cycling Academy en was wel succesvol, waardoor Caja Rural-Seguros RGA toch nog vijftiende werd.
Groep I startte na afloop van groep II en hierin streden de acht beste teams na afloop van de eerste twee dagen om de eindoverwinning. De eerste inhaalactie was in deze groep voor Lotto Soudal. Zij achterhaalden de nummer drie, Nippo-Vini Fantini. Halverwege de koers ontstond er een groot peloton achter Team Sky en Team Sunweb. Orica-Scott, Movistar Team,  Cannondale-Drapac Pro Cycling Team, Team LottoNL-Jumbo, Lotto Soudal en Nippo-Vini Fantini vormden een groot peloton op zo'n 45 seconden van Team Sunweb dat steeds dichterbij Team Sky kwam. Met nog drie kilometer te gaan, achterhaalde Team Sunweb de leiders, Team Sky, maar in de sprint bleef Tao Geoghegan Hart van Team Sky de tweede, derde en vierde renner van Team Sunweb voor, waardoor Team Sky de eerste editie van de Hammer Series won. Orica-Scott won de sprint voor de derde plaats van Lotto Soudal.

#### Uitslag dag 3 - achtervolgingskoers
| Groep I - Positie 1 t/m 8   |                                    |           |  |
|                             |                                    |           |  |
| Rang                        | Wielerploeg                        | Tijd      |  |
| Goud                        | Team Sky                           | 51.59,00  |  |
| Zilver                      | Team Sunweb                        | + 0.01,00 |  |
| Brons                       | Orica-Scott                        | + 0.36,00 |  |
| 4                           | Lotto Soudal                       | + 0.36,00 |  |
| 5                           | Movistar Team                      | + 0.37,00 |  |
| 6                           | Team LottoNL-Jumbo                 | + 0.39,00 |  |
| 7                           | Cannondale-Drapac Pro Cycling Team | + 0.41,00 |  |
| 8                           | Nippo-Vini Fantini                 | + 0.45,00 |  |
|                             |                                    |           |  |
| Groep II - Positie 9 t/m 16 |                                    |           |  |
|                             |                                    |           |  |
| Rang                        | Wielerploeg                        | Tijd      |  |
| 9                           | Quick-Step Floors Pro Cycling      | 52.38,00  |  |
| 10                          | Trek-Segafredo                     | + 0.04,00 |  |
| 11                          | BMC Racing Team                    | + 1.38,00 |  |
| 12                          | Roompot-Nederlandse Loterij        | + 2.11,00 |  |
| 13                          | Bahrein-Merida Pro Cycling Team    | + 2.48,00 |  |
| 14                          | UAE Team Emirates                  | + 2.52,00 |  |
| 15                          | Caja Rural-Seguros RGA             | + 4.18,00 |  |
| 16                          | Israel Cycling Academy             | + 4.22,00 |  |

#### Eindklassement na dag 3 - achtervolgingskoers
| Rang   | Wielerploeg                        |
| ------ | ---------------------------------- |
| Goud   | Team Sky                           |
| Zilver | Team Sunweb                        |
| Brons  | Orica-Scott                        |
| 4      | Lotto Soudal                       |
| 5      | Movistar Team                      |
| 6      | Team LottoNL-Jumbo                 |
| 7      | Cannondale-Drapac Pro Cycling Team |
| 8      | Nippo-Vini Fantini                 |
| 9      | Quick-Step Floors Pro Cycling      |
| 10     | Trek-Segafredo                     |
| 11     | BMC Racing Team                    |
| 12     | Roompot-Nederlandse Loterij        |
| 13     | Bahrein-Merida Pro Cycling Team    |
| 14     | UAE Team Emirates                  |
| 15     | Caja Rural-Seguros RGA             |
| 16     | Israel Cycling Academy             |

2017 · 2018